# جاسمین توماس (بازیکن بسکتبال)
جاسمین توماس (انگلیسی: Jasmine Thomas؛ زادهٔ ۳۰ سپتامبر ۱۹۸۹) بازیکن بسکتبال اهل ایالات متحده آمریکا است.
از باشگاه‌هایی که در آن بازی کرده‌است می‌توان به آتلانتا دریم اشاره کرد.
وی در مسابقات کشوری و بین‌المللی در مجموع برندهٔ ۱ مدال طلا شده‌است.